# Joseph McElroy
Pour les articles homonymes, voir McElroy.
Joseph McElroy, né le 21 août 1930 à New York, est un écrivain américain.

## Œuvres

### Romans
- (en) A Smuggler's Bible, Harcourt, 1966
- (en) Hind's Kidnap, Harper & Row, 1969
- (en) Ancient History: A Paraphase, Knopf, 1971
- (en) Lookout Cartridge, Knopf, 1974
- (en) Plus, Knopf, 1977
- (en) Women and Men, Knopf, 1987
- (en) The Letter Left to Me, Knopf, 1988
- (en) Actress in the House, The Overlook Press, 2003
- (en) Cannonball, Dzanc Books, 2013

### Recueil de nouvelles
- (en) Night Soul and Other Stories, Dalkey Archive Press, 2011